# مارك ناتانسن
مارك أندرييفيتش ناتانسن (بالروسية: Марк Андреевич Натансон) هو ثوري روسي يهودي وواحد من مؤسسي دائرة تشايكوفسكي والأرض والحرية والحزب الثوري الاشتراكي.